# نجاح حمادي (لاعب كرة قدم)
نجاح حمادي هو لاعب كرة قدم تونسي في مركز الهجوم، ولد في 8 مارس 1984.

## وصلات خارجية
- نجاح حمادي (لاعب كرة قدم) على موقع قاعدة بيانات كرة القدم.إي يو (الإنجليزية)
- نجاح حمادي (لاعب كرة قدم) على موقع عالم كرة القدم.نت (الإنجليزية)